# 红唇棘蜥
红唇棘蜥（学名：Acanthosaura rubrilabris），一种于中国云南省南部景洪市勐罕镇曼景村发现的爬行动物，隶属于鬣蜥科（飞蜥科）棘蜥属。